# Memorias de un mexicano
Memorias de un mexicano es un documental mexicano de 1950, compilado por Carmen Toscano a partir de escenas filmadas por su padre, Salvador Toscano. Aunque este último ya había muerto cuando se realizó, padre e hija comparten el crédito de directores. En 1967 el Instituto Nacional de Antropología e Historia lo declaró monumento histórico de México. El documental está compuesto por el material filmico de Toscano -- y de imágenes de otros cineastas como Antonio Ocanas entre otros-- reunido desde 1912 y ordenado de forma cronológica hasta la fecha de su película muda de 1935. Sin embargo, el documental fue concretado por su hija, Carmen, en la versión sonora titulada Memorias de un mexicano. 

## Sinopsis
Se narra la historia de un hombre, que recuerda su vida con imágenes de su memoria, como calles, transportes, lugares tradicionales de la Ciudad de México, las fiestas populares y la figura del Presidente, El General Porfirio Díaz.
Algunas imágenes de la película incluyen las cúpulas de la iglesia de la Ciudad de México, Convento de la Merced, Paso de los Cocos de Veracruz, el Zócalo Nacional, Carnaval de Mazatlán en 1902,en Zapotlán El Grande hoy Ciudad Guzmán, Jalisco, carros alegóricos llevados por indios, en la celebración juramentada a Señor San José cada 23 de octubre hasta la fecha,  desfile del 16 de septiembre de 1908, entre otros.

## Reparto
- Manuel Bernal (narrador)

## Premios
- Ariel otorgado en 1951 a la Película de Mayor Interés Nacional.